# Кнудсеновская диффузия
Кну́дсеновская диффу́зия — диффузия газа через сквозные поры в твёрдых телах, непроницаемых для газов при относительно малых давлениях газа или размерах пор, то есть в случаях, когда длина свободного пробега {\displaystyle l} молекул много больше характерного диаметра пор {\displaystyle d}. Переход от обычной диффузии в газах в кнудсеновскую характеризуют безразмерным параметром — числом, или критерием Кнудсена — {\displaystyle \mathrm {Kn} }:
{\displaystyle \mathrm {Kn} ={\frac {l}{d}},}
то есть, при {\displaystyle \mathrm {Kn} \gg 1,} когда вероятность столкновений молекул газа со стенками пор многократно превышает вероятность взаимных столкновений молекул.
Имеет важное практическое значение, так как количественно описывает массоперенос в узких порах и в широких масштабах используется в промышленности для диффузионного разделения смесей газов по молекулярной массе, в частности, для диффузионного разделения изотопов.
Для газов при нормальных температуре и давлении этот вид диффузии происходит при диаметре пор от 2 до 50 нм, при диаметрах свыше указанного кнудсеновская диффузия переходит в классическую диффузию, а при меньших диаметрах становится существенен размер самих молекул относительно диаметра поры.
Названа в честь датского учёного Мартина Кнудсена, рассмотревшего её в книге «Кинетическая теория газов».

## Основные соотношения
В общем случае процессы диффузии описываются уравнением Фика:
{\displaystyle J=D\cdot \nabla C,}
где {\displaystyle J} — молекулярный поток диффузии на единицу поверхности, моль/(м2·с);
{\displaystyle D} — коэффициент диффузии, м2/с;
{\displaystyle \nabla C} — градиент концентрации, моль/м4.
Или в одномерном случае:
{\displaystyle J_{x}=D{\frac {dC}{dx}},}
где {\displaystyle J_{x}} — молекулярный поток вдоль оси x на единицу площади, моль/(м2·с);
{\displaystyle C} — концентрация, моль/м3;
{\displaystyle x} — координата, м.
Для кнудсеновской диффузии через плоскую стенку:
{\displaystyle J_{x}=D_{K}{\frac {dC}{dx}},} {\displaystyle D_{K}} — кнудсеновский коэффициент диффузии.
Кнудсеновский коэффициент диффузии может быть вычислен из коэффициента самодиффузии, который согласно молекулярно-кинетической теории газов выражается:
{\displaystyle {D_{s}}={{lu} \over {3}}={{l} \over {3}}{\sqrt {{8RT} \over {\pi M}}}}
где {\displaystyle u} — средняя скорость молекул, м/с;
{\displaystyle D_{s}} — коэффициент самодиффузии, м2/с;
{\displaystyle R} — универсальная газовая постоянная, 8,3144 Дж/(моль·K);
{\displaystyle T} — абсолютная температура газа, К;
{\displaystyle M} — молекулярная масса газа, кг/моль.
В случае диффузии Кнудсена средняя длина свободного пробега заменяется характерным диаметром пор {\displaystyle d}, так как каждая из молекул в среднем до очередного столкновения со стенкой проходит путь {\displaystyle d}:
{\displaystyle {D_{K}}={{d} \over {3}}{\sqrt {{8RT} \over {\pi M}}}.}
Подставляя выражение для полученного коэффициента диффузии в уравнение Фика и учитывая, что {\displaystyle C=P/RT,} поэтому {\displaystyle \nabla C={\frac {\Delta P}{RTL}},} {\displaystyle L} — длина поры, {\displaystyle \Delta P} — разность давлений между концами поры, получаем объёмный расход диффундирующего газа через пору в допущении, что перепад давления много меньше среднего давления — {\displaystyle \Delta P\ll P}:
{\displaystyle Q={\frac {\Delta Pd^{3}}{6LP}}{\sqrt {\frac {2\pi RT}{M}}}}
где {\displaystyle Q} — расход газа, м3/с;
{\displaystyle P} — усреднённое давление газа в поре, Па.
Если длина поры мала, то есть соизмерима с её диаметром, то становятся существенными влияния на диффузию эффекты эффузии, это влияние может быть приближённо учтено изменением эффективной длины поры {\displaystyle L_{e}}:
{\displaystyle L_{e}=L+{\tfrac {4}{3}}d.}

## Кнудсеновская самодиффузия
Под кнудсеновской самдиффузией понимается закон движения молекул вдоль поры в условиях термодинамического равновесия — то есть когда температура и давление вдоль поры постоянны. В этом случае хаотические движения молекул подчиняются закону Эйнштейна — Смолуховского.